# Gazélec Football Club Ajaccio Volley-Ball 2013-2014
Questa voce raccoglie le informazioni riguardanti il Gazélec Football Club Ajaccio Volley-Ball nelle competizioni ufficiali della stagione 2013-2014.

## Organigramma societario
Area direttiva
- Presidente: Antoine Exiga

Area tecnica
- Allenatore: Frédéric Ferrandez
- Allenatore in seconda: Dumè Exiga, Fabrice Bertrand Beretti

## Rosa
| N° | Nome              | Ruolo | Data di nascita   | Nazionalità sportiva |
| -- | ----------------- | ----- | ----------------- | -------------------- |
| 1  | Maoni Talia       | S/O   | 30 luglio 1992    | Francia              |
| 5  | Brett Dailey      | C     | 11 novembre 1983  | Canada               |
| 6  | Florian Lacassie  | S     | 16 novembre 1990  | Francia              |
| 7  | Jordan Giovannai  | L     | 15 aprile 1994    | Francia              |
| 8  | Yoann Jaumel      | P     | 16 settembre 1987 | Francia              |
| 9  | Ricardo Martinez  | P     | 2 agosto 1986     | Francia              |
| 10 | Tommy Senger      | C     | 1º agosto 1982    | Francia              |
| 11 | Michal Červeň     | C     | 16 dicembre 1977  | Slovacchia           |
| 12 | Steve Peironet    | L     | 20 maggio 1985    | Francia              |
| 15 | Antti Siltala     | S     | 14 marzo 1984     | Finlandia            |
| 16 | Emmanuel Ragondet | S     | 6 agosto 1987     | Francia              |
| 18 | Jovica Simovski   | S/O   | 17 novembre 1982  | Macedonia del Nord   |